# Scream of the Shalka
〈Scream of the Shalka〉 (샬카의 비명)은 영국의 SF 드라마 닥터후의 플래시 애니메이션 단편집이다. 2003년 드라마 방영 40주년을 기념하여 제작되었으며, BBC 닥터 후 홈페이지에 11월 13일부터 12월 18일까지 매주 한편씩 총 6부로 나뉘어 공개되었다.
1963년부터 1989년까지 방영된 올드 시즌과 1996년 TV영화의 뒤를 잇는 이야기를 다루고 있으나, 2005년 뉴 시즌 시작 당시 본 애니메이션의 설정을 무시한 별개의 이야기를 이어나감으로서 현재는 외전으로 취급된다. 닥터 후의 중견 작가 폴 코넬이 각본을 맡았고, 9대 닥터 역으로 리처드 E. 그랜트가 목소리를 맡았다. 리처드 E. 그랜트로서는 영화판이나 차기 시리즈에서 닥터 역을 맡을 것이라는 루머와 더불어, 실제로 1999년 자선 특집 패러디 에피소드 〈Doctor Who and the Curse of Fatal Death〉에서 '잘난 척 하는 닥터' 역으로 특별출연한 데 이어서 맡게 된 작품이었다. 그랜트는 훗날 뉴 시즌에서도 캐스팅되어 2012년 "The Snowmen"과 2013년 "The Bells of Saint John", "The Name of the Doctor"에서 월터 사이먼과 그레이트 인텔리전스 역으로 출연하였다.
닥터의 동행자로 앨리슨 체니 (Alison Cheney)가 등장하며 소피 오코네도가 목소리를 맡았다. 오코네도는 1년 뒤 《호텔 르완다》로 아카데미상 여우조연상 후보로 지명되며, 2010년 시즌 5의 "The Beast Below", "The Pandorica Opens"에서 엘리자베스 10세 역으로 출연한다. 마스터 역에는 데릭 자코비가 출연하였으며, 2007년 시즌 3의 "Utopia"에서도 역시 마스터로 출연한다. 한편 경비원 역으로 데이비드 테넌트가 카메오로 출연하는데 2년 뒤인 2005년 10대 닥터로 캐스팅된다.

### 웹캐스트
- Scream of the Shalka, on the BBC website
- (영어) Doctor Who: Scream of the Shalka - 인터넷 영화 데이터베이스
- Scream of the Shalka theme music

### 소설판
- The Cloister Library – Scream of the Shalka (novelization)

#### 리뷰
- Scream of the Shalka - 인터넷 사변 소설 자료집
- “The Whoniverse's review on the Scream of the Shalka novelization”. 25 November 2010에 원본 문서에서 보존된 문서. 2006년 5월 28일에 확인함.